# Calathea ulotricha
Calathea ulotricha är en strimbladsväxtart som beskrevs av James Francis Macbride. Calathea ulotricha ingår i släktet Calathea och familjen strimbladsväxter. Inga underarter finns listade.